# Isla Odbert
La isla Odbert es una isla rocosa, de aproximadamente 2,4 kilómetros de largo, situada a 1,8 kilómetros al este de la isla Ardery y al oeste de las montañas Robinson, en las islas Windmill de la Antártida.

## Historia y toponimia
Fue cartografiada a partir de fotos tomadas por las Operaciones Highjump y Windmill de la Armada de los Estados Unidos en 1947 y 1948. Fue nombrada por el Comité Consultivo sobre Nomenclatura Antártica (US-ACAN) en honor al teniente Jack A. Odbert, de la Armada estadounidense, que participó como asistente de oficial aerológico en el establecimiento de estaciones de control astronómico en el área en enero de 1948, en el marco de la Windmill.

## Zona Antártica Especialmente Protegida

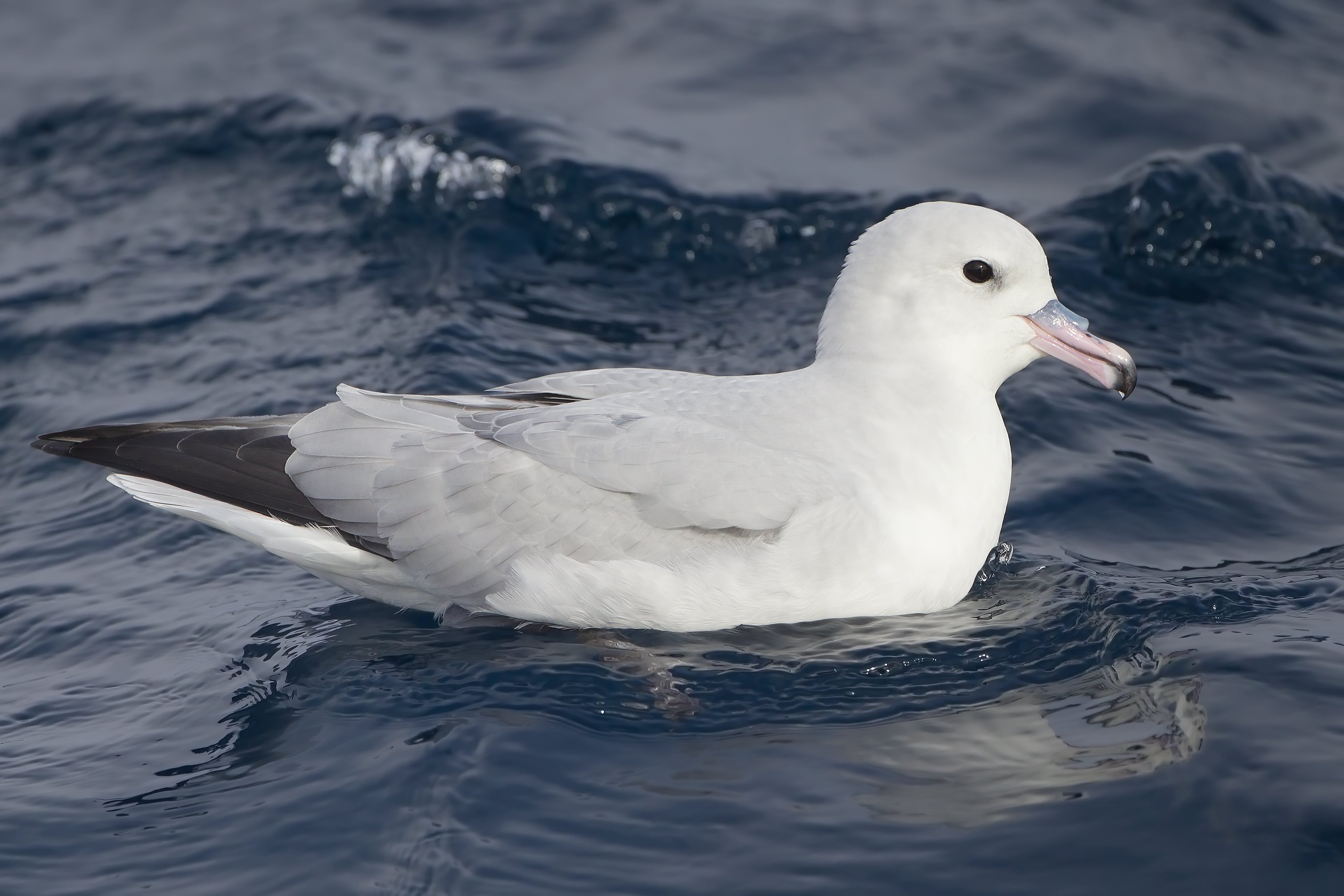
Fulmar austral.

La isla Odbert, junto con la isla Ardery, están protegidas por el Sistema del Tratado Antártico como Zona Antártica Especialmente Protegida (ZAEP) debido a que sirven de apoyo a varias especies reproductoras de petreles y forman un ejemplo del hábitat del petrel antártico (Thalassoica antarctica) y el fulmar austral (Fulmarus glacialoides), además de los paíños de Wilson (Oceanites oceanicus) y págalos antárticos (Stercorarius maccormicki). En esta isla también hay una colonia reproductiva de pingüinos adelaida (Pygoscelis adeliae).
No se conoce otra área accesible en la región antártica oriental donde los cuatro géneros de petreles antárticos nidifiquen en un mismo sitio en un número relevante para realizar estudios comparativos. La ZAEP se estableció primero en 1966 como Zona Especialmente Protegida N.º 3 hasta 2002, y desde entonces es la «ZAEP N.º 103 Isla Ardery e isla Odbert, costa de Budd» bajo propuesta y conservación de Australia.

## Reclamaciones territoriales
La isla es reclamada por Australia como parte del Territorio Antártico Australiano, pero esta reclamación está sujeta a las disposiciones del Tratado Antártico.